# Charles Duplan
Pour les articles homonymes, voir Duplan.
Charles Duplan, né le 11 mars 1813 à Nyon et mort le 28 février 1890 à Lausanne, est un avocat, un juge, un procureur général et une personnalité politique suisse.

## Biographie
De confession protestante, originaire de Roche, Charles Duplan est le fils de Jean-Louis Duplan, pasteur, et de Marie Charlotte Fischer. Il se marie trois fois : la première avec Emma Julie Veillon, la deuxième avec Louise Olympe Colomb et la troisième avec Louise Marie Duby. Il fait des études de droit à l'académie de Lausanne et à Berlin. Il obtient son brevet d'avocat en 1839 et est successivement avocat à la cour d'appel de 1840 à 1841, substitut du procureur général du canton de Vaud de 1840 à 1846, juge de paix de 1846 à 1862, juge d'instruction à Neuchâtel lors du soulèvement royaliste de 1856, juge d'instruction fédéral de 1849 à 1866, juge au tribunal cantonal vaudois en 1866 et procureur général du canton de Vaud de 1866 à 1888. Il est en outre auditeur en chef au tribunal militaire de 1867 à 1888.

### Carrière politique
Charles Duplan est membre du Parti radical-démocratique. Il est Conseiller d'État dès le 30 janvier 1862 ; il y dirige le département de justice et police jusqu'en 1886 et refuse sa réélection pour devenir procureur général du canton de Vaud. Il est en outre Conseiller national du 6 juillet 1868 au 5 décembre 1869,,.